# Свято-Покровська парафія (Червона Слобода)

## Загальні відомості
| Ідентифікаційний код юридичної особи                                                                                              | ЄДРПОУ 39029069 [Архівовано 24 серпня 2017 у Wayback Machine.]                                                   |
| Назва юридичної особи | Релігійна громада Свято-Покровської парафії Черкаської єпархії Української Православної церкви с.Червона Слобода |
| Місцезнаходження юридичної особи                                                                                                  | 19604, Черкаська обл., Черкаський район, село Червона Слобода                                                    |
| Організаційно-правова форма | РЕЛІГІЙНА ОРГАНІЗАЦІЯ                                                                                            |
| Перелік засновників (учасників)                                                                                                   | РЕЛІГІЙНА ГРОМАДА                                                                                                |
| Прізвище, ім'я, по батькові, дата обрання (призначення) осіб, які обираються (призначаються) до органу управління юридичної особи | СЕМЕНЮК МИКОЛА ВАСИЛЬОВИЧ - керівник з 29.08.2003                                                                |
| Дата державної реєстрації | 15.06.1993 |
| Місцезнаходження реєстраційної справи                                                                                             | Черкаська районна державна адміністрація Черкаської області                                                      |

## Події
Будівництво Свято-Покровської церкви було розпочато ще в 1995 році. Тоді було закладено фундамент. Але за браком коштів будівництво було припинено на довгих чотири роки.
І тільки у 1999 році 4 травня було закладено першу цеглину і будівництво розпочалося повним ходом.
Почато будівництво було виключно за рахунок пенсій прихожан, які вони пожертвували. Це були перші 10 пачок цегли. А потім спонсорську допомогу упродовж всього будівництва надавала фірма «Агропродукт».
Весь будівельний матеріал (цеглу, ліс) постачали вони, а будували самі прихожани-пенсіонери народним методом.
Самі будували, самі щоночі і чергували, аби зберегти своє добро.

У зв’язку з труднощами будівництва, священики часто змінювалися, але роботи по будівництву не припинялися. Основні роботи по будівництву було закінчено у 2001 році.
Але було ще багато робіт внутрішніх по оздобленню храму. Стало набагато легше, коли настоятелем храму у 2003 році став о. Миколай (Семенюк). Під його керівництвом виконана грандіозна робота. Зроблено іконостас (2005 рік), побудовано церковний будинок на території храму, благоустроєне церковне подвір’я.
Після закінчення цих робіт храм було освячено архієпископ Черкаським і Канівським Софронієм у 2005 році.
Потім розпочались роботи з розпису храму. Розписували його по частинах, оскільки коштували ці роботи немалих грошей, а великого спонсора так і не вдалося знайти. Тому основними спонсорами робіт з виготовлення іконостасу та розпису храму були самі прихожани-пенсіонери. 
У 2006 році розписали вівтар, а наступному 2007 – купол. Роботи виконувались золотоніським художником Кутенковим О.І.
Після завершення робіт із розпису Свято-Покровську церкву було вдруге освячено митрополитом Черкаським і Канівським Софронієм. Роботи з благоустрою храму продовжувались та за останні роки було збудовано трапезну.

## Звернення, промови, доповіді, служби

### 2020
17 жовтня 2020 року, в день пам’яті священномученика Петра Капетолійского, архієпископ Черкаський і Канівський Феодосій очолив Божественну літургію в Покровському храмі с.Червона Слобода Черкаського благочиння. Владиці співслужили клірики Черкаського благочиння. Перед початком богослужіння Владику гостинно зустрів настоятель храму протоієрей Миколай Семенюк, церковний причт і парафіяни.

### 2022
20 квітня 2022 року, з благословення Високопреосвященнішого Феодосія митрополита Черкаського і Канівського в Черкаському благочинні відбулася благодійна акція “Маленькі долоньки”. Для дітей-переселенців відбувся майстер-клас по оздобленню Великодніх крашанок.
7 вересня 2022 р, з благословення митрополита Черкаського і Канівського Феодосія, благочинний Черкаського округу протоієрей Сергій Чумак очолив збори настоятелів сільських храмів Черкаського благочиння.